# Serguei Outschakov
Serguéi Outschakov (Arcángel, 11 de mayo de 1968). Es un exciclista ucraniano, profesional entre 1993 y 2002, cuyos mayores éxitos deportivos los logró en las tres Grandes Vueltas al obtener 2 victorias de etapa en el Giro de Italia, otras 2 etapas en la Vuelta a España y 1 etapa en el Tour de Francia.
Participó en los Juegos Olímpicos de 1996 y 2000 en la prueba de fondo en carretera finalizando respectivamente en los puestos 77.º y 39.º. 

## Palmarés
| 1988 (como amateur) - 1 etapa del Tour de Olympia - 1 etapa del Tour de Polonia 1990 (como amateur) - 1 etapa del Giro de las Regiones 1992 (como amateur) - Giro del Mendrisiotto 1993 - 1 etapa de la Vuelta a España 1995 - 1 etapa del Giro de Italia - 1 etapa del Tour de Francia - Estrella de Bessèges, más 2 etapas | 1996 - 1 etapa del Giro de Italia 1997 - 2 etapas de la Volta a Cataluña - GP Chiasso 1999 - 1 etapa de la Vuelta a España - 1 etapa de la Vuelta a Sajonia 2002 - 1 etapa en la Bicicleta Vasca |

## Resultados en Grandes Vueltas y Campeonato del Mundo
| Carrera         | 1993 | 1994 | 1995 | 1996 | 1997  | 1998 | 1999 | 2000 | 2001 | 2002 |
| --------------- | ---- | ---- | ---- | ---- | ----- | ---- | ---- | ---- | ---- | ---- |
| Giro de Italia  | -    | 21.º | 73.º | 77.º | 94.º  | -    | -    | -    | -    | -    |
| Tour de Francia | 97.º | 63.º | 74.º | Ab.  | 113.º | Ab.  | -    | -    | -    | -    |
| Vuelta a España | 50.º | -    | Ab.  | Ab.  | -     | Ab.  | Ab.  | -    | -    | -    |
| Mundial en Ruta | -    | 49.º | -    | Ab.  | -     | -    | -    | -    | -    | -    |

## Equipos
- Lampre (1993)
- Team Polti (1994-1997)
- TVM (1998-1999)
- Alessio (2000)
- Alexia Alluminio (2001)
- CCC-Polsat (2002)